# Fisher (Minnesota)
Fisher és una població dels Estats Units a l'estat de Minnesota. Segons el cens del 2000 tenia 435 habitants.

## Demografia
Segons el cens del 2000, Fisher tenia 435 habitants, 177 habitatges, i 120 famílies. La densitat de població era de 419,9 habitants per km².
Dels 177 habitatges en un 28,8% hi vivien nens de menys de 18 anys, en un 52% hi vivien parelles casades, en un 12,4% dones solteres, i en un 32,2% no eren unitats familiars. En el 26,6% dels habitatges hi vivien persones soles el 14,7% de les quals corresponia a persones de 65 anys o més que vivien soles. El nombre mitjà de persones vivint en cada habitatge era de 2,46 i el nombre mitjà de persones que vivien en cada família era de 2,93.
Per edats la població es repartia de la següent manera: un 26% tenia menys de 18 anys, un 7,8% entre 18 i 24, un 29% entre 25 i 44, un 22,3% de 45 a 60 i un 14,9% 65 anys o més.
L'edat mediana era de 37 anys. Per cada 100 dones de 18 o més anys hi havia 98,8 homes.
La renda mediana per habitatge era de 38.750 $ i la renda mediana per família de 49.444 $. Els homes tenien una renda mediana de 32.656 $ mentre que les dones 20.208 $. La renda per capita de la població era de 19.083 $. Entorn del 5,5% de les famílies i el 6,8% de la població estaven per davall del llindar de pobresa.

## Poblacions més properes
El següent diagrama mostra les poblacions més properes.